# Liste der Officers des Order of Canada/M
Diese Liste gibt einen Überblick aller Personen, die mit der Auszeichnung Officer of the Order of Canada ausgezeichnet wurden.

## M
1. Isabel MacArthur
2. Terence Macartney-Filgate (2011)
3. Elizabeth P. MacCallum
4. A. A. Macdonald
5. Ann-Marie MacDonald
6. Donald MacDonald
7. Finlay MacDonald
8. H. Ian Macdonald
9. Joanne MacDonald
10. John B. Macdonald
11. John Spencer MacDonald
12. Noni MacDonald
13. Robie W. Macdonald
14. Roderick Alexander Macdonald (2012)
15. William Ross Macdonald
16. Hartland M. MacDougall
17. Allan MacEachen (2008)
18. Joseph Macerollo (2013)
19. Grant MacEwan
20. Elsie MacGill
21. Roy MacGregor
22. Elaine Rita MacInnes
23. Grace MacInnis
24. Colin B. Mackay
25. Donald Mackay
26. Harold MacKay
27. J. Keiller Mackay
28. J. Ross Mackay
29. Robert A. MacKay
30. H. P. MacKeen
31. Maxwell W. Mackenzie
32. Walter C. MacKenzie
33. Ross A. MacKimmie
34. Frank MacKinnon
35. Frederick R. MacKinnon
36. R. Peter MacKinnon (2011)
37. Peter Tiffany Macklem
38. J. Angus MacLean
39. Lloyd D. MacLean
40. Michael Maclear
41. Malcom A. MacLellan
42. David H. MacLennan
43. Alistair MacLeod (2008)
44. Innis G. MacLeod
45. J. Ronald MacLeod
46. J. Wendell MacLeod
47. Margaret MacMillan
48. Gordon Murray MacNabb
49. Alan Aylesworth Macnaughton
50. John David Francis MacNaughton
51. Robert MacNeil
52. Isabel MacNeill
53. James William MacNeill
54. C. Brough Macpherson
55. Sandy Auld Mactaggart
56. Karen Magnussen-Cella
57. Hadi-Khan Mahabadi (2012)
58. J. T. Maheux
59. William Mahoney
60. Clifford Garfield Mahood
61. Gerald J. Maier
62. Andrée Maillet
63. Marguerite Maillet
64. Noël Mailloux
65. Jagmohan S. Maini
66. Tak Wah Mak
67. Alberto Manguel
68. John L. Manion
69. John P. Manley (2009)
70. M. G. Venkatesh Mannar (2012)
71. Thomas H. Manning
72. Frederick C. Mannix
73. Frederick P. Mannix
74. Ronald Neil Mannix
75. Peter Mansbridge
76. Paul D. Manson
77. George Manuel
78. Lee Maracle
79. Sylvia Maracle
80. Robert H. Marchessault
81. André Marcil
82. Norman Emilio Marcon
83. Richard Charles Margison
84. Leo Margolis
85. Séraphin Marion
86. Allan Markin
87. Denis Marleau (2011)
88. Paul Marmet
89. Jean-Claude Marsan
90. William L. Marshall
91. Émile Martel
92. Albert Martin
93. Anne Martin-Matthews
94. Joseph B. Martin
95. Peter G. Martin
96. Mary of the Annunciation
97. Jacob H. Masliyah
98. Marcel Massé
99. Henri Masson
100. Yoshio Masui
101. Florence I. Matheson
102. John Ross Matheson
103. Nicolas M. Matte
104. Jaymie M. Matthews
105. Terence Matthews
106. Roger Matton
107. Arthur V. Mauro
108. Ermanno Mauro (2012)
109. Arthur W. May
110. Elizabeth May
111. Albert Mayrand
112. Donald Mazankowski
113. Vernon F. McAdam
114. Helen McArthur
115. John H. McArthur (2013)
116. Carolyn McAskie
117. Marnie McBean (2013)
118. G. Wallace F. McCain
119. John McCall MacBain
120. Grace Mary McCarthy
121. Craig McClure
122. James Kelsey McConica
123. Robert Murray Gordon McConnell
124. Edmund J. McCorkell
125. John F. McCreary
126. Ernest A. McCulloch
127. Arthur B. McDonald
128. Bob McDonald (2011)
129. Piers McDonald
130. Alexa McDonough (2009)
131. Barbara McDougall
132. J. Cecil (Alexandrina) McDougall
133. Charles Alexander McDowell
134. James McEwen (2011)
135. James Ross McFarlane
136. John McGarry
137. Edith G. McGeer
138. Patrick L. McGeer
139. Lloyd Robert McGinnis
140. Desmond T. McGrath
141. Patrick J. McGrath
142. Maurice McGregor (2010)
143. Maura McGuire
144. Donald McInnes
145. Alexander Gordon McKay
146. E. Neil McKelvey
147. Frank McKenna
148. Marianne McKenna (2012)
149. William Darcy McKeough
150. Donald R. McLachlan
151. Sarah McLachlan
152. Digby Johns McLaren
153. Richard McLaren
154. Audrey McLaughlin
155. W. Earle McLaughlin
156. Ellen Signe McLean
157. Eric D. McLean
158. Stuart McLean (2011)
159. A. Anne McLellan (2009)
160. Katharine McLennan
161. Robin McLeod
162. Gerald R. McMaster
163. Roland Roy McMurtry (2009)
164. Kenneth William McNaught
165. Trina McQueen
166. James Chalmers McRuer
167. Ian McTaggart-Cowan
168. Patrick D. McTaggart-Cowan
169. Ian Renwick McWhinney
170. Margaret Meagher
171. Jonathan Larmonth Meakins
172. Harry Medovy
173. J. Peter Meekison
174. A. Roy Megarry
175. Deepa Mehta (2013)
176. Claude Melançon
177. Pierre Meloche
178. Ronald Melzack
179. André Menard
180. Ernest Mercier
181. François Mercier
182. Richard Vincent Mercer (2014)
183. Mark Messier
184. Karen Messing
185. Pierre A. Michaud
186. Dominique Michel
187. John Mighton (2010)
188. Donovan F. Miller
189. James Rodger Miller
190. Monique Miller
191. Peter Milliken
192. John Vernor Mills
193. Stanley Albert Milner
194. Brenda Milner
195. J. Valentine Milvain
196. Henry Mintzberg
197. Edwin Mirvish
198. David E. Mitchell
199. William O. Mitchell
200. Sylvain Moineau
201. Tanya Moiseiwitsch
202. Leo Mol
203. Guido Molinari
204. John D. A. Mollard
205. W. Thomas Molloy
206. Hartland de Montarville Molson
207. Robert W. Moncel
208. Allan James Monk
209. Lorraine Monk
210. Alfred Maurice Monnin
211. Julio Montaner
212. Gilbert C. Monture
213. Robert Moody
214. Arthur B. Moore
215. Dora Mavor Moore
216. Patricia Meirion Moore
217. William W. Moore
218. Pierre Morency
219. Yves Morin
220. Renée Morisset
221. Lawrence Whitaker Morley
222. George H. Morris
223. Mary Morrison
224. Christine Morrissey
225. Desmond Morton
226. Elizabeth H. Morton
227. Helen J. Morton
228. W. L. Morton
229. Terry Mosher
230. Sue M. Mosteller
231. Wajdi Mouawad (2009)
232. Balfour M. Mount
233. Farley McGill Mowat
234. Louis Muhlstock
235. Nick Mulder
236. Earl Muldon (2010)
237. Grant Munro
238. Ross Munro
239. Heather Munroe-Blum
240. Athol Murray
241. Margaret Murray
242. Robert D. Murray
243. Robert George Everitt Murray
244. Thomas John Murray
245. John Murrell
246. William T. Mustard
247. Michael John Myers
248. Antoinette Myers